# Territoires de progrès – Mouvement social-réformiste
Territorier og fremskridt – den sociale reformbevægelse (fransk: Territoires de progrès – Mouvement social-réformiste) (TDP eller TdP) er fransk centrum-venstre parti, der blev stiftet i januar 2020. Partiet er socialdemokratisk, og de fleste af dets politikere kommer oprindeligt fra Socialistpartiet (PS). Partiet samarbejder med præsident Emmanuel Macron, og nogle af dets politikere deltager i regeringen Jean Castex, hvor de samarbeder med LREM.
Partiet ledes af Gilles Savary, der var politiker (i Europa-Parlamentet og i Nationalforsamlingen) for Socialistpartiet indtil 2020.

## Parlamentet
I begyndelsen af 2021 havde TdP 46 medlemmer i Nationalforsamlingen) og 4 medlemmer af Senatet.

## Ministre og statssekretærer
I regeringen Jean Castex har TdP følgende medlemmer:

### Ministre
- Jean-Yves Le Drian, Europa- og udenrigsminister, de progressive bretoner fra 2018 og PS i 1974–2018.
- Florence Parly, forsvarsminister, PS i (1995 – 2006).
- Élisabeth Borne, arbejdsminister, LREM fra 2017. (premierminister fra 16. maj 2022).
- Olivier Véran, social- og sundhedsminister, PS (indtil 2017).

### Viceministre
- Emmanuelle Wargon, viceminister for boliger, Løsgænger (indtil 2020).
- Jean-Baptiste Djebbari, viceminister for transport, LREM (fra 2016).
- Olivier Dussopt, viceminister for budget og forvaltning, PS (2000-2017), Løsgænger (2017-2020).
- Agnès Pannier-Runacher, viceminister for industri og produktion, LREM (fra 2016).
- Brigitte Bourguignon, (vicesocial-og sundhedsminister), PS (indtil 2017).

### Statssekretærer
- Clément Beaune, statssekretær for Europa, PS (2002–2003).

 Der er for få eller ingen kildehenvisninger i denne artikel, hvilket er et problem. Du kan hjælpe ved at angive troværdige kilder til de påstande, som fremføres i artiklen.